# Rodrigo Oviedo
Rodrigo Oviedo Pastrana (Torreón, Coahuila, México) es un actor y director de teatro, cine y televisión que ha participado en telenovelas como Camelia la Texana, Rosario Tijeras, Los plateados, Pueblo chico, infierno grande; y en series como Alias el Mexicano y El sexo débil En 2014 participó en la película Volando bajo.

## Filmografía
| Año  | Título                        | Personaje                       | Notas                   |
| ---- | ----------------------------- | ------------------------------- | ----------------------- |
| 2024 | Mujeres asesinas              | Abel                            | Unitario                |
| 2019 | Monarca                       | Emilio Palafox                  | Serie                   |
| 2019 | Preso No. 1                   | Adán                            | Serie                   |
| 2018 | El recluso                    | Silvestre Chávez                | Serie                   |
| 2017 | Me gusta, pero me asusta      | Lucio                           | Película                |
| 2016 | Hasta que te conoci           | Cornelio Reyna                  | Serie                   |
| 2016 | La Hermandad                  | Daniel Acosta                   | Serie web               |
| 2014 | Volando bajo                  | Cornelio Barraza                | Película                |
| 2014 | Camelia la Texana             | Dionisio Osuna                  | Novela                  |
| 2013 | Alias el Mexicano             | Miguel Ángel Félix Gallardo     | Serie                   |
| 2013 | Entre sábanas negras          | Moisés Villalobos               | Serie                   |
| 2011 | El Cartel de los Sapos        | El chapo                        | Antagonista             |
| 2011 | Memoria de mis putas tristes  | Hermano de Ximena               | Película                |
| 2011 | Salvando al soldado Pérez     | Juventino Rodríguez "El pumita" | Película                |
| 2011 | El sexo débil                 | Pedro González                  | Serie                   |
| 2010 | De la infancia                | Alias                           | Película                |
| 2008 | La gordiranfla                |                                 | Cortometraje            |
| 2007 | Tiempo final                  | Edmundo                         | Episodio: - Última cena |
| 2005 | Rosario Tijeras               | Jhonefe                         | Película                |
| 2005 | Los Plateados                 | Tomas Campuzano                 | Reparto                 |
| 2004 | Puños rosas                   | Jimmy                           | Película                |
| 2003 | Calvario                      | Jesús Gerundio                  | Cortometraje            |
| 2002 | Daniela                       | Rafael "Rafa" Valdez Torres     | Reparto                 |
| 2001 | Inspiración                   | Rodrigo                         | Película                |
| 1997 | Pueblo chico, infierno grande | Baldomero Irepán                | Reparto                 |
| 1995 | Bajo un mismo rostro          | Ramiro Roldán Limantur          | Reparto                 |

### Como director y escritor
- Dar y recibir (2010)
- Verano 79 (2008)
- Por un puño de rosas (2005)